# Schloss Altjeßnitz

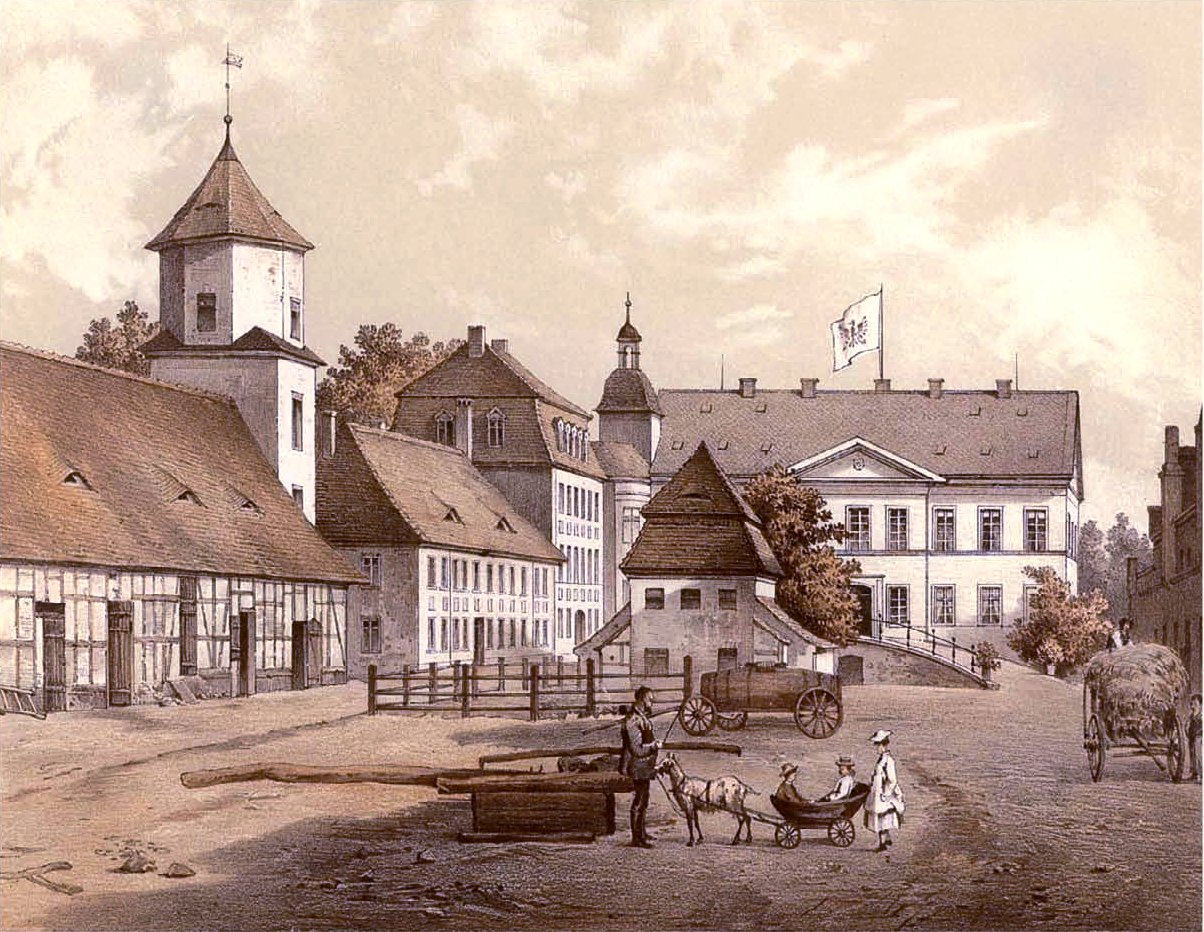
Schloss Altjeßnitz um 1875/77 nach Alexander Duncker

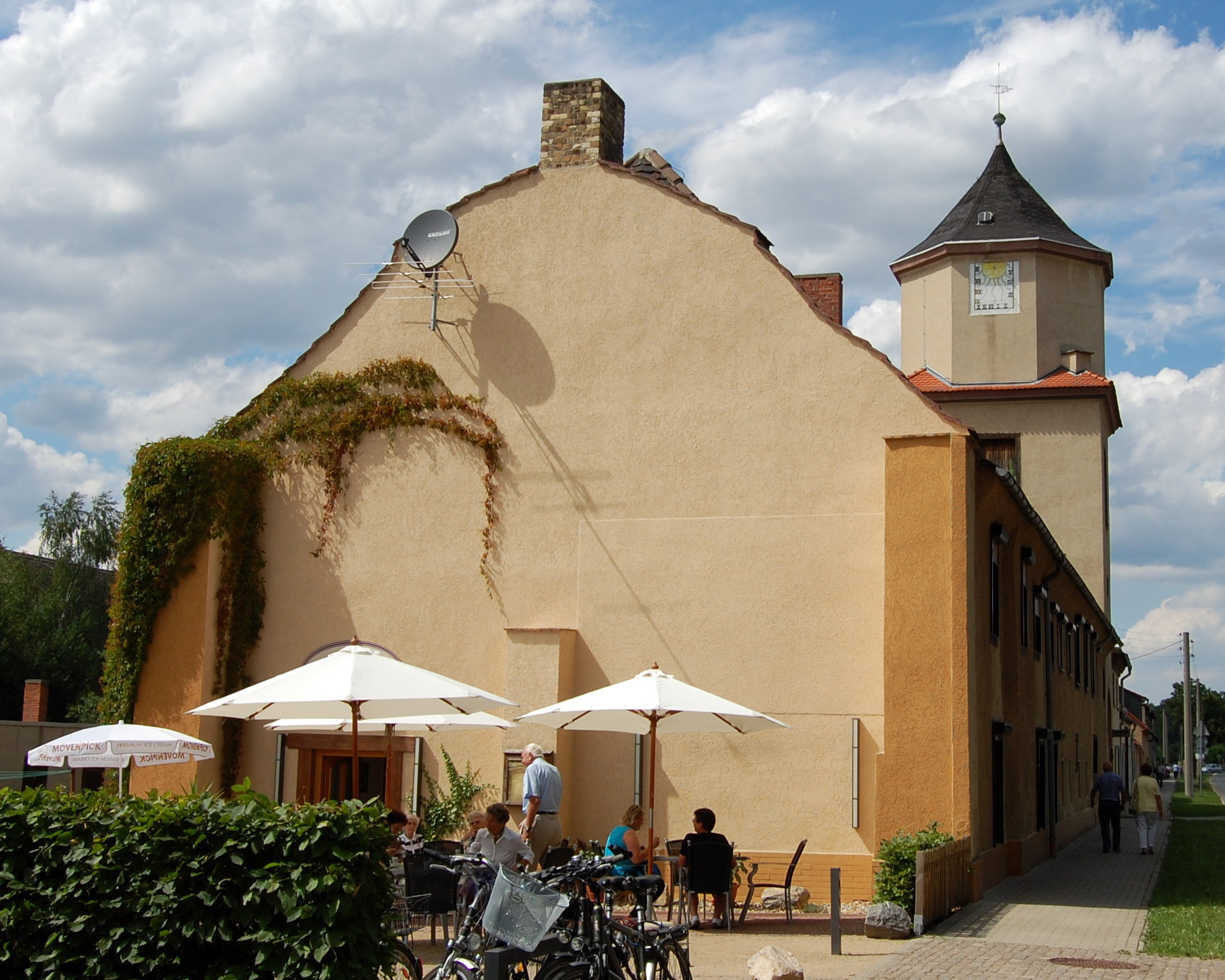
Schloss Altjeßnitz, Blick von Süden, 2011

Das Schloss Altjeßnitz ist eine nur in Teilen erhaltene Schlossanlage in Altjeßnitz in Sachsen-Anhalt.

## Geschichte und Architektur
Das Schloss wurde ab 1699 errichtet. Bauherren waren die Freiherren von Ende. Es entstand eine dreiflügelige Anlage. Markant ist ein über der Toreinfahrt befindlicher Turm mit quadratischem Grundriss. Das Turmobergeschoss ist achteckig. 1854 erfolgte eine Erneuerung der Anlage.
Die Begüterung Altjeßnitz war ein Familienfideikommiss in Form der Erbfolge des erstgeborenen Sohnes. Gutsbesitzer war unter anderem der sächsische Kammerherr Otto Freiherr von Ende (1795–1856), verheiratet mit Charlotte Fitz-Gerald. Dann folgte im Sinne des bereits 1694 gestifteten Majorats sein Sohn Heinrich Freiherr von Ende (1833–1891). Er war auch Schloßhauptmann von Dessau und wie seine Vorfahren Ritter des Johanniterordens, liiert mit Klara von Berenhorst. Die Größenordnung des Rittergutes blieb auch über die große Wirtschaftskrise 1929/30 konstant. 1941 beinhaltete das Gut eine Größe von etwa 501 ha. Nach dem Genealogischen Handbuch des Adels wurde Hans-Adam Freiherr von Ende (1870–1952) der letzte Grundbesitzer. Er lebte mit seiner Familie bis zum Lebensende in Köthen, wo seine Ehefrau Margarethe Freiin von dem Bussche-Lohe auch nach 1956 noch wohnte. Die Töchter dagegen lebten in Hessen und in Italien.
Ein Brand im Jahr 1946 zerstörte größere Teile der Schloss-Anlage Altjeßneitz. Im April 1975 folgten Abrissarbeiten. Teile wurden, allerdings deutlich verändert, wieder aufgebaut.
Zum Schloss gehörte der Landschaftsgarten mit dem erhalten gebliebenen Irrgarten Altjeßnitz.